# Formanlage
Eine Formanlage wird in Gießereien verwendet, um die Gießformen maschinell zu erstellen, in die der flüssige Werkstoff gegossen wird. Speziell für diesen Anwendungsfall mit Bindemitteln versetzter Formstoff wird z. B. durch Hydraulikzylinder, durch Luftimpulse oder Vakuum um das entsprechende Modell herum verdichtet.
Man unterscheidet im Wesentlichen zwei Ausprägungen der Formanlagen:

## Kastenformanlage
Bei der Kastenformanlage befindet sich der gepresste Formsand mit der innenliegenden hohlen Form sowie Gießtrichter und Steigern in einem oben offenen Metallkasten. Dieser besitzt meist eine waagerechte Teilung. Die Formkästen werden durch eine Förderstrecke unter den Gießofen platziert und dort abgegossen.

## Kastenlose Formanlage

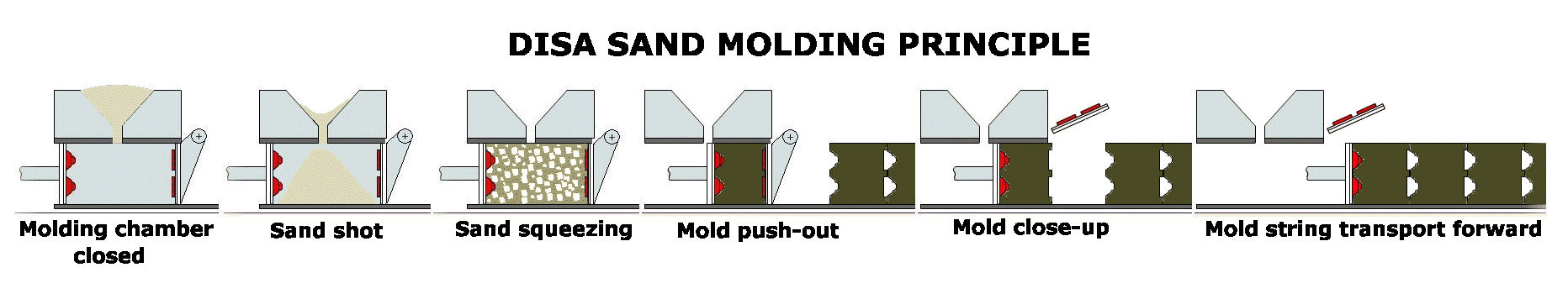
Funktionsprinzip einer kastenlosen Disamatic-Formanlage

Hierbei werden die Formhälften inklusive Trichterhälfte jeweils abwechselnd so in Formblöcke gepresst, dass ein kontinuierlicher Streifen aus Formsand entsteht, der über einen Bandförderer unter dem Ausguss des Gießofens hindurchgeschoben wird. Hierbei ist die Teilung vertikal angeordnet.